# Pseudoplesiops occidentalis
Pseudoplesiops occidentalis är en fiskart som beskrevs av Gill och Edwards 2002. Pseudoplesiops occidentalis ingår i släktet Pseudoplesiops och familjen Pseudochromidae. Inga underarter finns listade i Catalogue of Life.